# Sergei Petrowitsch Antonow
Sergei Petrowitsch Antonow (russisch Сергей Петрович Антонов; * 3.jul. / 16. Mai 1915greg. in Petrograd; † 1995) war ein sowjetischer Schriftsteller.

## Leben und Werk
Antonow wuchs als Sohn eines Ingenieurs auf und arbeitete zunächst als Bauingenieur. Er schrieb Erzählungen, in denen er unter anderem das Leben im sowjetischen Dorf und die damit verbundenen Probleme thematisierte.

## Werke in deutscher Übersetzung
- Straßen in den neuen Tag (Erzählungen und Skizzen, übersetzt von Margarete Spady, 1952)
- In der einsamen Staniza (übersetzt von Ilse Stieg und Hilde Angarowa, Erzählungen, 1955)
- Silberne Hochzeit (übersetzt von Ingeborg Peschler-Gambert, 1961)
- Aljonka (Erzählung, übersetzt von Halina Wiegershausen, 1962)
- Der zerrissene Rubel (übersetzt von Gottfried Kirchner, 1968)
- Erzählungen über Lenin (Original-Hörspiel, übersetzt von Günter Jäniche, Produktion des Rundfunk der DDR 1970, Regie: Peter Groeger)[1]
- Waska in der Unterwelt (Roman, übersetzt von Eckhard Thiele, 1989)